# 星川なつ
星川 なつ（ほしかわ なつ、1990年5月10日 - ）は、日本のAV女優。
若林 優（わかばやし ゆう）での出演作品もある。
所属事務所はロータスグループ。

## 略歴
- 2011年11月に『浴び尿姦』でAVデビュー。

## 人物
- AVに出演した理由は「ただなんとなく、興味本位で」[2]。
- 好きなこと:旅をすること[1]。映画鑑賞[3]。
- 特技:楽器[3]。

## 作品

### アダルトビデオ
2011年
- 浴び尿姦 星川なつ（11月5日、NON）
- 保健体育の授業で子供の作り方を勉強した女子校生は、生でオチ●チンを見てみたくなり手当り次第に男子を捕まえて生チン鑑賞（11月5日、Hunter）全5名
- SOD制作部 部内特別業務命令！！ ～制作部 福島夏子編～SOD女子社員 仲良し同期入社4人組だけで行く女子会旅行をコッソリ撮影させてきました（11月5日、ソフトオンデマンド）全4名
- 濃い色の下着なのに白いシャツを着ている女性をじっと見ていたら（11月19日、無言）全4名
- NATURALHIGH もっとワケあり痴漢集（11月19日、ナチュラルハイ）全12名
- メイドto親子 Vol.3 星川なつ（11月25日、the WoRLd）
- 鏡の前で自己陶酔しながら、ディルドにまたがり失禁するほどマ●コをほじる女達 2（12月2日、AFRO-FILM）全12名
- 彼女の家、コッソリ教えます。そのかわり、ムチャクチャな事して下さい。 星川なつ（12月5日、NON）
- 素人お嬢さん ラップ1枚隔ててお父さんと素股体験してみませんか？（12月8日、アイエナジー）全5名
- 「目をつぶっていればすぐ終わるから…」 今、思えばお父さんは私を売っていた…。（12月8日、Hunter）全5名
- 無垢 なつき 星川なつ（12月13日、無垢）※「なつき」名義
- すぺるまいれーじ 出席番号6番 星川なつ（12月20日、NEXT GROUP/赤・青・黄）
- 「お姉ちゃんだけズルいよ…！！」 夜に発情するロリ姉妹（12月20日、LOTUS）全4名
- 年末は大家族スペシャル 「2段ベッドが揺れるほど感じる姉の喘ぎ声を聞いて発情しだす妹」「川の字で寝ていた姉が我慢できずに漏らす喘ぎ声を聞いて発情しだす妹」「車中泊する車内を揺らして絶頂する姉の喘ぎ声を聞いて 発情しだす妹」 撮り下ろし3作品同時収録（12月22日、ナチュラルハイ）全7名
- 変質者出没注意！公衆トイレ少女わいせつ（12月23日、I.B.WORKS）全3名
- エッチな女子校生の近親相姦 星川なつ（12月25日、JUMP）

2012年
- ど素人コレクション 第4号 恵比寿・代官山で大漁編（1月1日、プレステージ）全7名
- すっぴん 星川なつ（1月5日、ドリームチケット）
- 小遣いやるから、喉でシャブれや 援●交際イラマチオ（1月5日、NON）オムニバス作品 全8名
- カラダだけが早熟な姪っ子たちの無防備パンチラに勃起、好奇心旺盛なワレメを家族にバレないように挿入ちゃった (1月7日、SWITCH) オムニバス作品 全4名
- なつきとまや 星川なつ・葛城まや (1月13日、無垢) ※「なつき」名義
- 投稿映像！ネットで話題の不倫女子大生 星川なつ (1月13日、S級素人)
- 世界一と世界二のチ●ポに薬漬けされて白目むくまでガン突きFUCK！！！ 星川なつ (1月15日、NON)
- 通学帽女子○学生痴漢 (1月19日、ナチュラルハイ) 全10名
- 男性との接点ゼロ！！ 花盛りの大学生活を練習に捧げる名門女子大駅伝部は目の前でイヤらしいキスを見せつけたら…欲情 有り余る体力と底なしの性欲で朝までSEXが終わらない（1月19日、ソフトオンデマンド）全8名
- 男湯にタオル一枚入って下さい！恥ずかしいけど逆ナンパ！(1月20日、リンカーン)オムニバス作品 全5名
- 女子校生15人オマ○コ指入れぴちゃぴちゃ自画撮りオナニー vol.5（1月20日、プリモ）全15名
- 夢の近親相姦！発育ざかりの娘のカラダに勃起した父 母親にバレないようにこっそり挿入させてくれた娘 (2月9日、SWITCH) オムニバス作品 全4名 ※「なつ」名義
- 拒めず、逃げず、声も出せない 感度良好女子 母娘スペシャル（2月9日、アイエナジー）全6名
- 猛烈チンポコ癒し院 男根エステ 街頭で客引きして股間専門マッサージ盗撮 2（2月10日、ホットエンターテイメント）オムニバス作品 全4名 ※「なつ」名義
- 疼く制服の肢体 なつ 星川なつ（2月13日、オーロラプロジェクト・アネックス）※「なつ」名義
- 無垢「メイド」編 なつき 3 星川なつ（2月13日、無垢）※「なつき」名義
- 縛り漬け電気愛撫 M女が悦ぶM字拘束責め続け（2月15日、ドリームチケット）オムニバス作品 全6名
- 強制インカム指令 恥ずかしいけど露出誘惑（2月20日、リンカーン）全9名
- おませな女子校生のフェラチオはうますぎだから気持ちよすぎていっぱいザーメンが出ちゃいました (2月25日、ハヤブサ)オムニバス作品 全25名
- フェチ映像集 接吻と唾液と手コキ（2月25日、JUMP）全7名
- 涙目ロ●ータイラマチオ（3月1日、NIRVANA）オムニバス作品 全53名
- ロリ専科 義父に狙われたパイパン湯女少女 性が開花した夢人形…すべすべワレメに生中出し 星川なつ（3月2日、グレイズ）※「なつ」名義
- 串刺しされた雌豚ファイル VOL.23 星川なつ（3月2日、AFRO-FILM）
- 欲求不満な若妻は息子の友達のチ●ポに欲情する（3月5日、NON）オムニバス作品 全6名
- GET！！ 素人ナンパ No.139（3月7日、桃太郎映像出版）全8名
- 転校したら男は僕一人ぼっちだった…。 8（3月8日、アキノリ）全24名
- いたいけな娘に施される性奉仕 滑る肢体の誘惑・なつ 極上の騎乗位と、悦楽のローションプレイ。 星川なつ（3月13日、オーロラプロジェクト・アネックス）※「なつ」名義
- この指でベロチュウしながらシゴいてあげる（3月15日、ワープエンタテインメント）オムニバス作品 全12名
- 全力ダッシュ！ 息切れ女子にイラマチオ (3月20日、リンカーン) 全9名
- 父親の歪んだ愛情表現で入院までさせた娘を入院先でも近親相姦 (4月5日、ATOM) 全5名
- テスト勉強でお泊り会にやって来る娘の友達。でも勉強そっちのけでお泊まり会の話題は「チューってどうやるの?」 (4月5日、Hunter) 全6名
- いもうと中出し 2 星川なつ (4月15日、ケー・トライブ)
- まるごと すぺるまいれーじ 第2期生！メンバー全員のSEX名鑑スペシャル (4月20日、NEXT GROUP/赤・青・黄)オムニバス作品 全5名
- すっぴん美少女と性交 透きとおる柔肌をベロベロしながら交尾する 4時間 (4月20日、ドリームチケット)オムニバス作品 全8名
- THE WORLD CHRONICLE the history of world-av (4月25日、the WoRLd) 多数出演
- 母子家庭限定！素人母娘（おやこ）ツイスターゲーム (5月24日、ATOM) 全8名
- 舐めまくり★手こき (5月25日、隼エージェンシー) 全25名
- 世界の女性器 大図鑑 2 (6月1日、GLAY’z) 全15名 ※ブルーレイ
- 大人しい地味子に中出し 4 なつ 星川なつ (6月15日、ケー・トライブ) ※「なつ」名義
- 女子校生限定 初めての潮吹きイカセ道場 2 (6月15日、リンカーン) 全5名
- 彼女達の絶対領域 (6月15日、ケー・トライブ) 全4名
- 児●虐待・未●年レイプ 小林麻里・星川なつ・枢木みかん (6月25日、GLAY’z) 全3名
- 私達、仕事帰りに乱交をしてしまいました。 (7月1日、ZUKKON BAKKON) 全4名
- 放課後ソープランド 3 (7月5日、アキノリ) 全12名
- 超カワイイ女子○生のアルバイトを裏で喰いまくり!!女性に対して免疫が無く話す事が苦手な私はコンビニの店長!! (7月5日、Hunter) 全5名
- 平成二十三年度 『無垢』卒業アルバム 秋冬編 美少女十八人総出演四百八十分濃厚豪華版 (8月13日、無垢) 全18名
- 地味子達のご奉仕フェラチオ 4時間 1 (8月15日、ケー・トライブ) 全16名
- 田舎の人妻は無防備すぎて… 2 (8月20日、スターパラダイス/黙天) 全4名
- 猛烈チンポコ癒し院 男根エステ 街頭で客引きして股間専門マッサージ盗撮 4時間SP (9月10日、ホットエンターテイメント) 全12名
- おちんちん舐めてもいいですか? (9月15日、ケー・トライブ) 全17名
- 「先生、変な気分になっちゃうよ」 女子校生オイルマッサージ 2 (11月1日、変態紳士倶楽部) 全5名
- 縞パンコキ 2 (11月15日、ケー・トライブ) 全6名
- 美少女女子校生10人 スクール水着 1 (11月15日、ケー・トライブ) 全10名
- オーロラプロジェクトタイジェスト 48連射 2011.12月〜2012.11月 (12月13日、オーロラプロジェクト・アネックス) 多数出演
- 美少女達の絶対領域 2 (12月15日、ケー・トライブ) 全6名
- パイパン少女連続中出し 4時間 (12月15日、ケー・トライブ) 全6名

2013年
- 純粋無垢な美少女たちのダブルフェラチオ 二十人 四時間 (1月13日、無垢) 全20名
- 結婚間近のOLはマリッジブルーの憂鬱で昼夜問わずにハメたがる 婚前の発情したマンコに中出し5連発 (2月1日、官能映像舎) 全5名
- お前ら！逆ナンして速攻チ○ポしゃぶってきやがれー！！ (2月20日、スターパラダイス) 全8名
- いまどきのJKはセックスに対してほとんど抵抗が無い。てか、むしろ大好き 2 (2月27日、Jump) 全9名
- いもうと10人連続中出し 4時間 3 (3月15日、ケー・トライブ) 全10名
- いもうと達の秘密のオナニー 4時間 3 (3月15日、ケー・トライブ) 全20名
- 純粋無垢な美少女のシーツやベッドを掴んでイキまくる昇天絶頂 二十二連発 四時間 (4月13日、無垢) 全22名
- おチンチン舐めてもいいですか? 2 (4月15日、ケー・トライブ) 全18名
- 近親相姦 身内の身体にムラムラする鬼畜たち 4 (4月30日、JUMP) 全5名
- 肉棒を咥えながら自慰行為をする無垢少女 四時間 (5月13日、無垢) 全12名
- ROOKIE's 総決算2012 16時間 (6月19日、ROOKIE) 多数出演
- 美少女厳選 激イキオナニー オナニー愛好美少女10名収録 (6月30日、JUMP) 全10名
- チューして手コキ 9名収録 (8月10日、unfinished) 全9名
- おちんちん舐めてもいいですか？ vol.3 (10月15日、ケー・トライブ) 全20名
- 黒髪メガネっ娘10人 連続中出し＆巨乳ぶっかけ 4時間 vol.2 (10月15日、ケー・トライブ) 全10名
- 貧乳美少女連続中出し 1 (11月17日、ケー・トライブ) 全7名
- ロリ専科 女子●●温泉旅行 パイパン湯女少女 生中出し 4時間 (12月6日、GLAY’z) 全6名
- 女性器大図鑑 100人Special DX 8時間 (12月6日、GLAY’z) 全100名
- 理想のいもうと 神シリーズ 10人妹連続中出し 4時間 (12月15日、ケー・トライブ) 全10名

2014年
- 串刺しされた雌豚ファイルDX 8 世界一のチ●ポの串刺し調教 (1月4日、JUMP) 全3名
- 美少女の絶対領域 Best (1月20日、ケー・トライブ KTDS-638) 全12名
- 美少女50人尻突き 美少女たちのプルンプルンお尻をパンパン突きまくりハメまくり 2枚組8時間 (1月20日、ケー・トライブ) 全50名
- 全国近親相姦自慢 身内しか愛せない鬼畜な者たち 3 5時間 (1月30日、JUMP) 全8名
- 純粋無垢な美少女のオナニー 三十三連発六時間：Q (3月13日、無垢) 全33名
- ロリ体型少女連続中出し vol.01 (3月16日、ケー・トライブ) 全10名
- 女子○生とヤリたい!制服美少女143人16時間 Vol.2 (3月19日、ROOKIE) 全143名
- 絶頂寸前の気持ち良すぎるオナニー200人16時間 (3月19日、ROOKIE) 全200名
- 鏡の前で自己陶酔しながら、ディルドにまたがり失禁するほどマ●コをほじる女達 傑作選4時間 (4月4日、AFRO-FILM) 全11名
- Made in Heaven 6人のメイド娘 5時間 (4月30日、JUMP) 全6名
- 永久保存版 奇跡の出演 普通の女の子 星川なつの記録 星川なつ (5月18日、ケー・トライブ)
- 奇跡のロリ美少女 2 (6月15日、ケー・トライブ) 全20名
- メガネっ子風呂 4時間 (7月13日、ケー・トライブ) 全14名
- オマ○コ見られるより恥ずかしいスッピンセックス (8月8日、ドリームチケット) 全8名
- ロリ体型いもうと連続中出し (8月10日、ケー・トライブ) 全10名
- 美少女厳選！！少女の激イキオナニー (8月31日、Jump) 全10名
- セーラー服少女2人と逆3P 5時間30分 (9月13日、無垢) 全16名
- 貧乳いもうと連続中出し (9月14日、ケー・トライブ) 全10名
- ロリメガネっ子美少女の連続フェラチオ 1 (9月14日、ケー・トライブ) 全20名
- ロリっ子20人デカチ○コ舐め舐め (10月12日、ケー・トライブ) 全20名
- 怒涛のイラマチオ奴隷 SEXコレクション (10月25日、オーロラプロジェクト・アネックス) 全14名
- ケートライブスーパーベスト永久保存版 4 8時間2枚組 (12月14日、ケー・トライブ) 全20名

2015年
- 私立純真女学館 無垢「公式」純真女学館名鑑 (4月11日、無垢) 全12名
- おませなJKの制服でオクチえっち！40連発4時間 (4月15日、エロナンデス) 全40名
- 「イカせてっ、お願いっ」連続寸止めで崩壊寸前のわたしたち (5月25日、オーロラプロジェクト・アネックス) 全10名
- ドスケベすっぴんメガネっ子たちの連続セックス (6月7日、ケー・トライブ) 全20名
- つるぺた・パイパン美少女連続セックス (6月21日、ケー・トライブ) 全14名
- 催眠クスリでアヘエロトリップ4時間 (10月2日、NON) 全23名
- 終わる事の無い責めに溺れる清純な女性たち4時間 (12月4日、NON) 全20名

2016年
- 無垢を彩った厳選美少女 二十人 八時間 永久保存版 (2月13日、無垢) 全20名 ※「なつき」名義
- 「無垢」特選六時間 無垢史上最高レベルの壮絶なイキっぷりの少女TOP11 (9月13日、無垢) 全11名
- 勝手に黙って未承諾DVD化！約束破って強行販売！モデルバイトと称して連れ込んだ美乳美少女短大生 騙され知らず知らずにAV出演 VOL．05 (12月25日、H-ONE) 全3名

2017年
- ポニーテールとツインテール 結い髪はМゴコロを 和葉みれい・星川なつ (2月20日、スターパラダイス)

2020年
- ロリ体型の美少女29人連続セックス 16時間 (10月13日、ケー・トライブ) 全29名

2021年
- 貧乳美少女コレクション 24人連続セックス 16時間 (4月6日、ケー・トライブ) 全24名
- 巨乳地味子と貧乳ロリ子 32人収録 16時間 (9月7日、ケー・トライブ) 全32名

### 若林優名義
- 世界で一番母乳が出る女の子 若林優 (2012年1月19日、ROOKIE)

### アダルト配信
- ちえさ (2011年11月17日、G-AREA) ※「ちえさ」名義
- NONOKA (2012年2月22日、HimeMix) ※「NONOKA」名義
- なつ (2012年3月3日、出会い系素人) ※「なつ」名義
- NATSU (2012年9月10日、Co Akuma) ※「NATSU」名義
- なつ (2016年2月14日、グラギャルDEEP) ※「なつ」名義
- なつ 2 (2016年5月26日、グラギャルDEEP) ※「なつ」名義
- 宮崎奈津美 (2017年7月31日、HAPPY FISH) ※「宮崎奈津美」名義
- NATSU (2018年2月3日、A子さん) ※「NATSU」名義

## 出版

### 写真集
- 現役女子短大生 星川なつ (裏撮り素人写真集) (2014年2月18日、MTEX)  ※Kindle版
- 彼女の家 星川なつ写真集VOL.1 (2014年3月2日、Amazon Services)  ※Kindle版
- 彼女の家 星川なつ写真集VOL.2 (2014年3月3日、Amazon Services)  ※Kindle版
- すっぴん 星川なつ (2021年8月31日、あめんぼ/ドリームチケット)  ※Kindle版

### 雑誌
- COMIC びーた 2012年4月号DVD付（若生出版）